# Дженет Янг (тенісистка)
Дженет Янг (англ. Janet Young; нар. 22 жовтня 1951) — колишня австралійська тенісистка.
Здобула 3 парні титули туру WTA.
Найвищим досягненням на турнірах Великого шолома були чвертьфінали в парному розряді.

## Фінали Туру WTA

### Парний розряд (3–5)
| Результат | W–L | Дата     | Турнір                         | Партнерка            | Суперниці                         | Рахунок       |
| --------- | --- | -------- | ------------------------------ | -------------------- | --------------------------------- | ------------- |
| Поразка   | 0–1 | Бер 1973 | Форт-Лодердейл, США            | Івонн Гулагонг-Коулі | Гейл Шанфро Вірджинія Вейд        | 6–4, 3–6, 2–6 |
| Перемога  | 1–1 | Бер 1973 | Даллас, США                    | Івонн Гулагонг       | Гель Шеріфф Шанфро Вірджинія Вейд | 6–3, 6–2      |
| Поразка   | 1–2 | Бер 1973 | Бостон, США                    | Івонн Гулагонг       | Марина Крошина Ольга Морозова     | 2–6, 4–6      |
| Поразка   | 1–3 | Кві 1973 | Eckerd Open, США               | Івонн Гулагонг       | Кріс Еверт Джінн Еверт            | 2–6, 6–7      |
| Поразка   | 1–4 | Тра 1973 | Борнмут, Велика Британія       | Івонн Гулагонг       | Патрісія Коулмен Венді Тернбулл   | 5–7, 5–7      |
| Перемога  | 2–4 | Лип 1973 | Дюссельдорф, Західна Німеччина | Івонн Гулагонг       | Гельга Ніссен Мастгофф Гайде Орт  | Shared        |
| Поразка   | 2–5 | Сер 1973 | Мастерс Цинциннаті, США        | Івонн Гулагонг       | Ілана Клосс Пат Вокден            | 6–7, 6–3, 2–6 |
| Перемога  | 3–5 | Вер 1973 | Шврлотт, США                   | Івонн Гулагонг       | Ілана Клосс Мартіна Навратілова   | 6–2, 6–0      |